# Ještěd
Pour l’article homonyme, voir Ještěd (station de sports d'hiver).
Ještěd, en allemand Jeschken, est une montagne culminant à 1 012 mètres d'altitude et située dans le nord de la République tchèque, près de Liberec, dans la région de Liberec.
Une pierre commémorative, dénommée Rohanstein, a été installée au sommet de la montagne en 1838. Entre 1966 et 1973, un complexe hôtelier voulu moderne fut construit au sommet. Une partie de la montagne est occupée par une station de sports d'hiver.
Près de l'hôtel de montagne se dresse l’antenne de télévision haute de 93 mètres. Cette tour constitue un bâtiment unique rappelant la forme d’un hyperboloïde rotatif. Elle est un point de repère dominant de la Bohême du Nord. En 1969, son architecte Karel Hubáček a été distingué par le prestigieux prix Auguste Perret remis par l’Union internationale des architectes. En 2000, l’antenne de télévision a été désignée bâtiment du siècle dans le cadre d’une enquête nationale. Cinq ans plus tard, elle a été classée monument culturel national.